# Custoias (Matosinhos)
Custoias (pré-AO 1990: Custóias) é uma vila portuguesa que foi sede da extinta freguesia homónima do município de Matosinhos e do distrito do Porto, freguesia que tinha 5,78 km² de área e 18 650 habitantes (2011), tendo por isso uma densidade populacional de 3 226,6 hab/km². 
A povoação de Custoias foi elevada à categoria de vila em 1 de Julho de 2003.
A Freguesia de Custoias foi extinta, no âmbito de uma reforma administrativa nacional de 2013, tendo sido agregada às freguesias de Guifões e Leça do Balio, para formar a atual União das freguesias de Custóias, Leça do Balio e Guifões.

## História
A reforma administrativa de 1836 anexou Custóias, na altura uma povoação parte do concelho de Leça do Balio com 154 fogos, ao de Bouças, atual concelho de Matosinhos.

## População
| População da freguesia de Custóias | População da freguesia de Custóias | População da freguesia de Custóias | População da freguesia de Custóias | População da freguesia de Custóias | População da freguesia de Custóias | População da freguesia de Custóias | População da freguesia de Custóias | População da freguesia de Custóias | População da freguesia de Custóias | População da freguesia de Custóias | População da freguesia de Custóias | População da freguesia de Custóias | População da freguesia de Custóias | População da freguesia de Custóias |
| ---------------------------------- | ---------------------------------- | ---------------------------------- | ---------------------------------- | ---------------------------------- | ---------------------------------- | ---------------------------------- | ---------------------------------- | ---------------------------------- | ---------------------------------- | ---------------------------------- | ---------------------------------- | ---------------------------------- | ---------------------------------- | ---------------------------------- |
| 1864                               | 1878                               | 1890                               | 1900                               | 1911                               | 1920                               | 1930                               | 1940                               | 1950                               | 1960                               | 1970                               | 1981                               | 1991                               | 2001                               | 2011                               |
| 925                                | 1 125                              | 1 334                              | 1 568                              | 2 093                              | 2 197                              | 3 288                              | 3 512                              | 4 836                              | 6 584                              | 8 869                              | 12 302                             | 14 797                             | 18 065                             | 18 650                             |

| Distribuição da População por Grupos Etários | Distribuição da População por Grupos Etários | Distribuição da População por Grupos Etários | Distribuição da População por Grupos Etários | Distribuição da População por Grupos Etários | Distribuição da População por Grupos Etários | Distribuição da População por Grupos Etários | Distribuição da População por Grupos Etários | Distribuição da População por Grupos Etários | Distribuição da População por Grupos Etários |
| -------------------------------------------- | -------------------------------------------- | -------------------------------------------- | -------------------------------------------- | -------------------------------------------- | -------------------------------------------- | -------------------------------------------- | -------------------------------------------- | -------------------------------------------- | -------------------------------------------- |
| Ano                                          | 0-14 Anos                                    | 15-24 Anos                                   | 25-64 Anos                                   | > 65 Anos                                    |                                              | 0-14 Anos                                    | 15-24 Anos                                   | 25-64 Anos                                   | > 65 Anos                                    |
| 2001                                         | 3 028                                        | 2 608                                        | 10 550                                       | 1 879                                        |                                              | 16,8%                                        | 14,4%                                        | 58,4%                                        | 10,4%                                        |
| 2011                                         | 2 763                                        | 2 162                                        | 10 882                                       | 2 843                                        |                                              | 14,8%                                        | 11,6%                                        | 58,3%                                        | 15,2%                                        |

## Localização
Custóias está localizada na Europa, em Portugal, no Distrito do Porto e concelho de Matosinhos.
O centro da vila é o Largo do Souto, local onde se encontra a Junta de Freguesia. (Ver Google Maps). Custóias encontra-se a 5 km do centro de Matosinhos e a 8 km do Porto.
Limites:
- Norte: Concelho da Maia
- Sul: Freguesia da Senhora da Hora
- Este: Freguesia de Leça do Balio
- Oeste: Freguesias da Senhora da Hora, Santa Cruz do Bispo e Guifões.

## Património
- Ponte de D. Goimil, ponte românica
- Casa dos Leões
- Casa de Sam Thiago

## Festas Religiosas
A festa em honra ao orago de Custóias, São Tiago Maior, celebra-se anualmente em Julho nos dois domingos mais próximos do dia 25.
No primeiro domingo é realizada a procissão eucarística, e no segundo é realizada outra procissão e missa solene.
A dimensão mais popular da festa, com fogo de artifício, rancho folclórico e arraiais é realizada no Largo do Souto.

## Feira
Todos os Sábados, durante todo o dia, é realizada a maior feira do concelho de Matosinhos.
A feira de Custóias era inicialmente realizada no Largo do Souto, e foi depois transferida para terreno próprio em frente ao cemitério.
Todo o tipo de produtos é vendido nesta feira, destacando-se a vertente têxtil e alimentar (frescos).

## Meios Comunicação
Custóias encontra-se servida pelas auto-estradas A4 e VRI, para transporte particular.
Relativamente à rede de transportes públicos, existem autocarros da STCP e Resende, e as seguintes estações do Metro do Porto: Linha B e E - Custóias, Linha C - Cândido dos Reis e Pias.

## Estabelecimento Prisional
Está localizada em Custóias a prisão mais segura da região norte de Portugal, construída em 1974 por reclusos.
Os primeiros reclusos foram transferidos da cadeia civil do Porto.